# Distretto di Jianhua
Il distretto di Jianhua (建华区S, Jiànhuá QūP) è un distretto della Cina, situato nella provincia di Heilongjiang e amministrato dalla prefettura di Qiqihar.